# マクスウェル・ルイス
マクスウェル・ルイス（Maxwell Lewis, 2002年7月27日 - ）は、アメリカ合衆国・ネバダ州ラスベガス出身のプロバスケットボール選手。NBAのブルックリン・ネッツに所属している。ポジションはスモールフォワード。

## 経歴

### 幼少期
父はロサンゼルス出身だが、仕事の都合でラスベガスに移住し、ルイスはそこで生まれ育った。父はラスベガスのユースリーグでコーチも務めていた。幼い頃からバスケをプレーしていたが、小学生の時に父のチームから一度脱退している。代わりにサクソフォーンをしていたが、バスケは兄と練習していた。4年後に父のチームに戻った。チームを離れていた時期にしていたジャズに打ち込むために、高校はサマセットアカデミーに進学した。

### ハイスクール
1年時、サマセットアカデミーにバスケ部が無かったため、モハビ高等学校の一員としてプレーした。2年時も別のチームでプレーし、1試合平均28得点、13リバウンドを記録した。より高いレベルでプレーするためにエド・W・クラーク高等学校に再入学した。その後、AZコンパス・プレップスクールに転校した。2020年7月21日、高校3年目のシーズンをプレーせず、サンフランシスコのNBAドラフトに向けたプログラムであるカメレオンBXへの参加を表明した。しかし、プログラムが終了する前に脱退している。ラスベガスに戻り、4年生としてプレーした後、元NBA選手のロレンツォ・ローマー率いるペパーダイン大学に進学した。

### カレッジ
１年時は最初の3試合を欠場したが、控えとして1試合平均11得点を記録した。2022年2月12日、手首を怪我し、残りのシーズンを全休したが、WCCオールフレッシュマンチームに選出された。2年時はスターターに定着し、1試合平均16.6得点を記録し、オールWCCセカンドチームに選出された。2023年3月20日、2023年のNBAドラフトへのアーリーエントリーを表明した。同年5月中旬に開催されたNBAドラフトコンバインにも参加した。

### ロサンゼルス・レイカーズ
2023年のNBAドラフトにて2巡目全体40位でデンバー・ナゲッツから指名され、その後に交渉権がロサンゼルス・レイカーズへ放出された。7月8日に正式にレイカーズと契約した。

### ブルックリン・ネッツ
2024年12月29日にドリアン・フィニー＝スミス、シェイク・ミルトンとのトレードで、ディアンジェロ・ラッセル、3つの将来のドラフト2巡目指名権と共にブルックリン・ネッツへ移籍した。2025年1月1日のトロント・ラプターズ戦でネッツデビューを果たしたが、この試合で左脛骨を骨折する怪我を負い、最低4週間の欠場を余儀なくされた。

## 個人成績

### NBA

#### レギュラーシーズン
| シーズン | チーム | GP | GS | MPG  | FG%  | 3P%  | FT%  | RPG | APG | SPG | BPG | PPG |
| -------- | ------ | -- | -- | ---- | ---- | ---- | ---- | --- | --- | --- | --- | --- |
| 2023–24  | LAL    | 34 | 0  | 3.0  | .190 | .111 | .667 | .1  | .2  | .1  | .0  | .3  |
| 2024–25  | LAL    | 7  | 0  | 4.1  | .333 | ---  | ---  | .3  | .3  | .1  | .0  | .6  |
| 2024–25  | BKN    | 21 | 1  | 14.2 | .422 | .380 | .700 | 2.5 | .8  | .4  | .3  | 5.3 |
| 通算     | 通算   | 62 | 1  | 7.0  | .380 | .339 | .692 | 1.0 | .4  | .2  | .1  | 2.0 |